# بختيارويه
بختيارويه (بالفارسية: بختيارويه) (بالإنجليزية: Bakhtiaruyeh)‏، قرية في قسم بنارويه الريفي، ناحية بنارويه، مقاطعة لارستان، محافظة فارس، إيران. يبلغ عدد سكانها حسب إحصاء عام 2006 ميلادية 243 نسمة في 63 عائلة.